# فرودگاه تراوت لیک (آلبرتا)
فرودگاه تراوت لیک (آلبرتا) (به انگلیسی: Trout Lake Airport (Alberta)) یک فرودگاه همگانی است . این فرودگاه در کشور کانادا قرار دارد و در ارتفاع ۶۹۸ متری از سطح دریا واقع شده است.